# ست الروم (سوريا)
ست الروم هو موقع أثري رومانيّ بيزنطيّ، يضمّ كنيسةً وديرًا وقبرًا، يقع غرب محافظة حلب، سوريا، على بعد 315 كيلومترًا شمال العاصمة دمشق. وهو من المواقع المُدرَجة على قائمة التراث العالمي التابعة لليونسكو ضمن ترشيح القرى القديمة في شمال سوريا، وتحديدًا في المُدن المنسيّة شمال غرب حلب.

## الموقع
تقع ست الروم على سفح هضبة بارتفاع 480 متر عن سطح البحر ضمن تجمّع لمواقع تاريخيّة في ناحية دارة عزة، منطقة جبل سمعان غرب محافظة حلب. كما يُحاذي الموقع قريتيّ رفادة وقاطورة، ويبعد عن بلدة دارة عزة 2 كيلومتر إلى الشمال الغربي، وهو موقع خالي من السكّان تقريبًا.

## التاريخ
يُرجَّح أن تاريخ بناء كنيسة ست الروم يعود إلى نهاية القرن الرابع، أو بداية القرن الخامس. وكانت على الأغلب كنيسة راعية من قِبَل سكّان قريتيّ رفادة وقاطورة، اللتين لم يوجد فيهما إلى الآن أية أطلال لكنيسة أثريّة. أما القبر الروماني القريب من الكنيسة، فيعود تاريخ تشييده إلى القرن الثاني، وتحديدًا عام 152، عندما كانت المنطقة جزءًا من ولاية سوريا الرومانيّة.

## التسمية
يُرجِّح بعض الأثارييّن السورييّن أن تسمية ست الروم قد جاءت نسبةً إلى مريم العذراء، أو لأن رئيسة الدير كانت سيّدة روميّة.

## العمارة

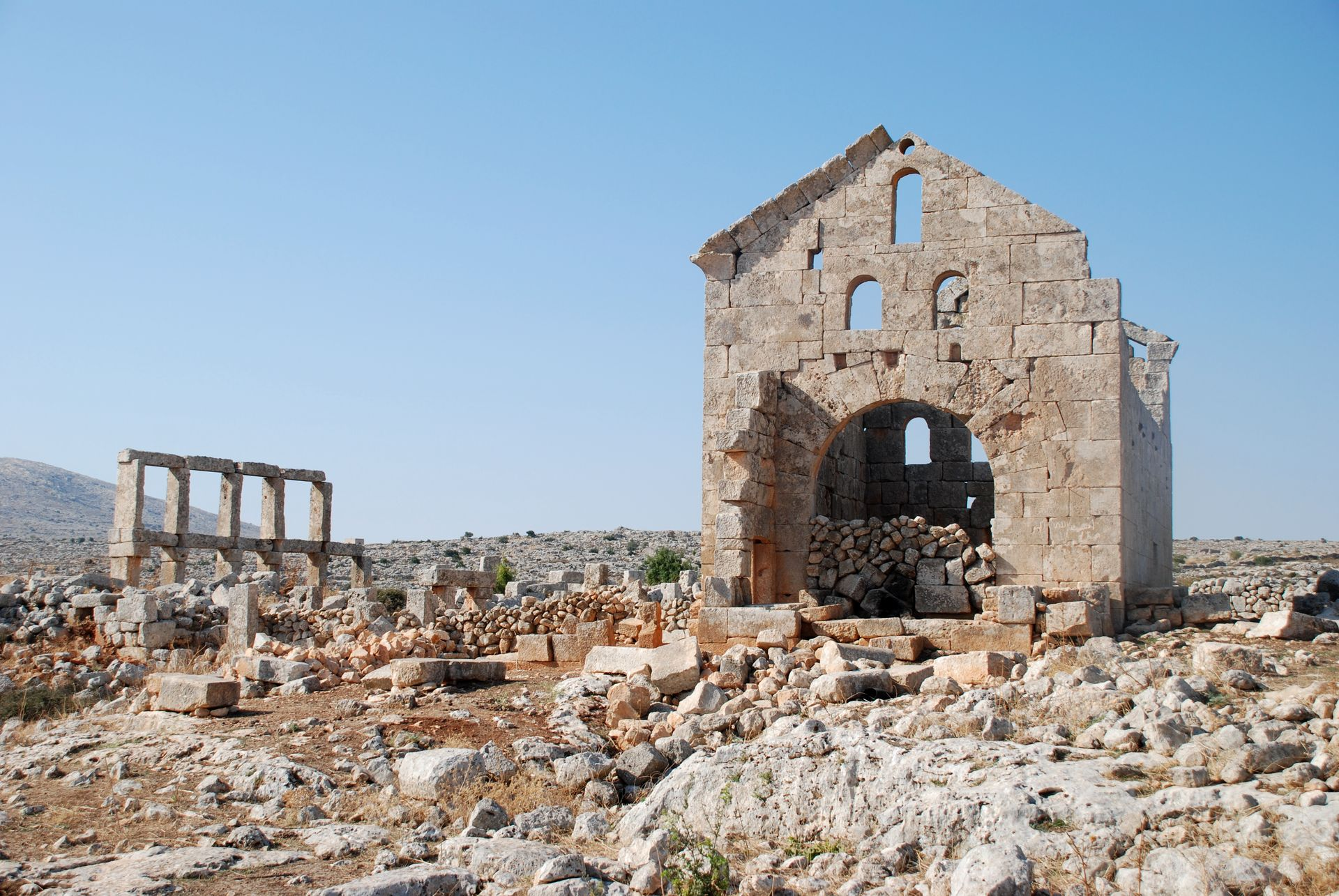
الدير من الشرق، حيث تظهر الفتحات لتثبيت مدادة السقف المائل.

تتكون كنيسة ست الروم، المبنيّة من الحجر الكلسي، من بهو واحد. ولقد احتفظت بكامل غلافها الخارجي تقريبًا ولم يتهدّم منها سوى مكان المذبح الشرقي البارز عن باقي البناء، ومظلّة المدخل الغربي التي كانت تستند على دعامتيَن، هما مرميّتان الآن على الأرض.
يتّخذ مُسطَّح الكنيسة شكلاً مُستطيلاً. وهي تحوي أبوابًا في ثلاث واجهات، يُضاف إلى ذلك باب آخر جنوبيّ المذبح المُستطيل المُتهدِّم. وهناك أيضًا خمسة نوافذ عالية في كل من الواجهتين الجنوبيّة والشماليّة، وثلاث في الواجهة الشرقيّة والغربيّة. وتوجد في وسط الكنيسة منصَّة مُرتفعة. وللمبنى سقف مائل لم يبقى منه سوى الهيكل الحجري الذي يظهر في إحدى واجهاته فتحات كانت بمثابة مدادة للسقف.
أما بالنسبة للقبر الروماني، والذي كان على الأرجح سرداب دفن عائلي، فيتميّز بدعامتيَن تتألّف كل منهما من حجر وحيد يحمل الساكف. ووفقًا للنقش الموجود على المدفن الأرضي لهذا النُصب الجنائزي، فإن أحد المدفونين فيه شخص يُدعى إيزيدوتوس. ويضم المدفن بشكل عام خمسة عشر ناووسًا.

## حماية الموقع
سُجِّل موقع ست الروم رسميًا في عداد الأبنيّة والمواقع التاريخيّة القديمة في سوريا في عام 1945، وذلك بعد صدور قرار رقم 220 عن وزير المعارف السوري آنذاك.
كما أُدرِج مع عدد آخر من المواقع الأثريّة من قُرى شمال غرب سوريا على قائمة التراث العالمي عام 2011، ضمن منطقة متنزّه جبل سمعان الأثري، حيث تم تحديد ثماني متنزّهات أثريّة في منطقة المدن المنسيّة. إلاّ أنه وُضِع على قائمة مواقع التراث العالمي المُعرَّضة للخطر عام 2013، أسوةً بجميع مواقع التراث العالمي في سوريا. ولقد أظهرت صور جويّة للموقع في عاميّ 2013 و 2014 أنه تعرّض لبعض الأضرار خلال الأزمة السوريّة، حيث تم مُؤخرًا بناء مبنييَن جديديَن بالقُرب من الكنيسة. من غير المعروف ما إذا كانت أنشطة البناء قد أثّرت على الآثار. كما يصعب التعرّف على الهيكل المُدمَّر الواقع إلى الغرب من الكنيسة في تلك الصور، التي التقطها معهد الأمم المتحدة للتدريب والبحث، مقارنةً بمظهرها في عام 2011. قد يشير هذا إلى حدوث سرقة للحجر في الموقع.
من جانب آخر، أعلنت مديريّة التسويق والترويج السياحي السوريّة عام 2013 إطلاق مشروع مسارات الحديقة الأثريّة شمال حلب وإدلب، حيث يتضمّن المشروع ثلاث مسارات بالمنطقة، من ضمنها مسار يمرّ بموقع ست الروم.

## صور

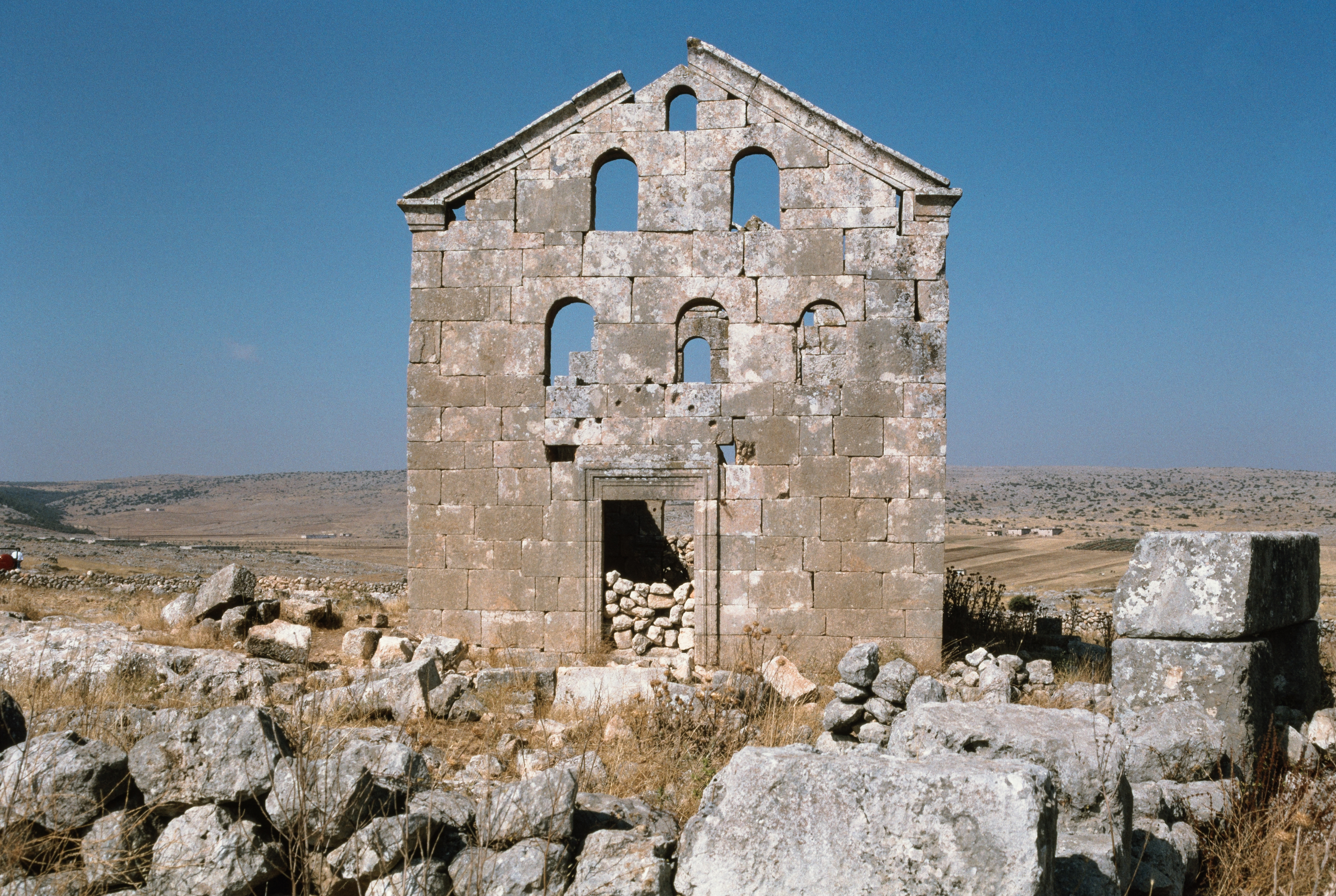
الواجهة الغربية
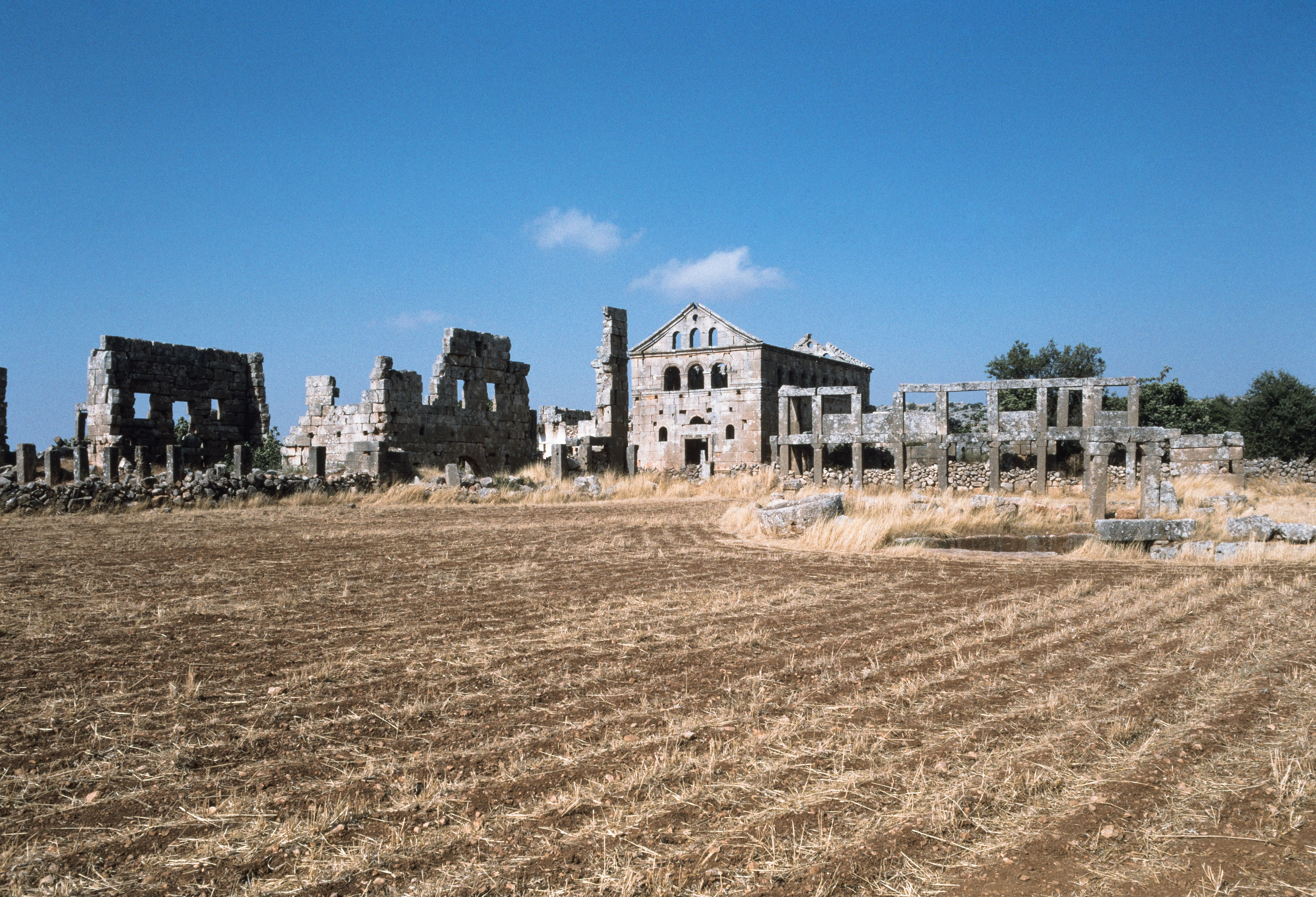
الدير من الجنوب الغربي
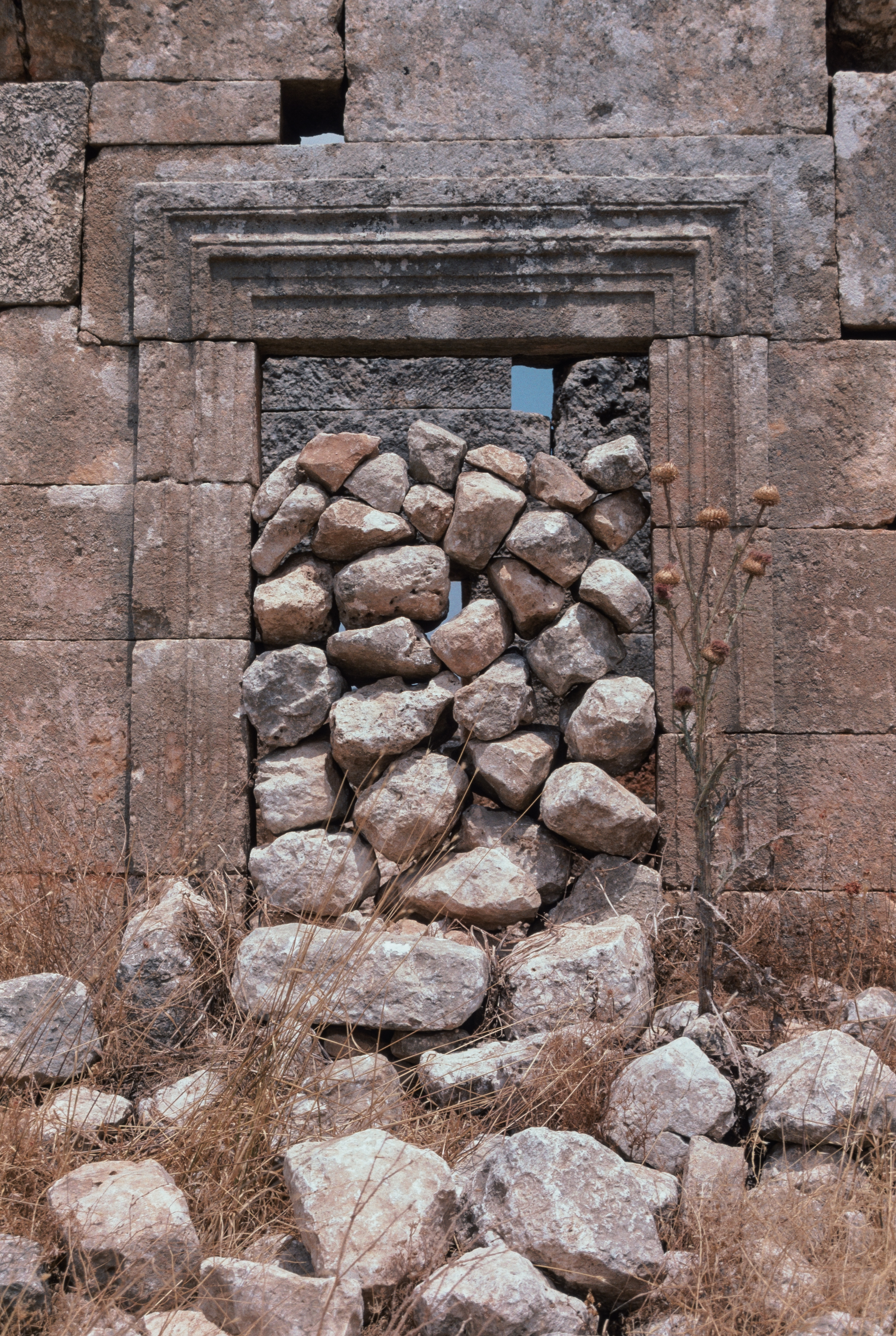
المدخل الجنوبي
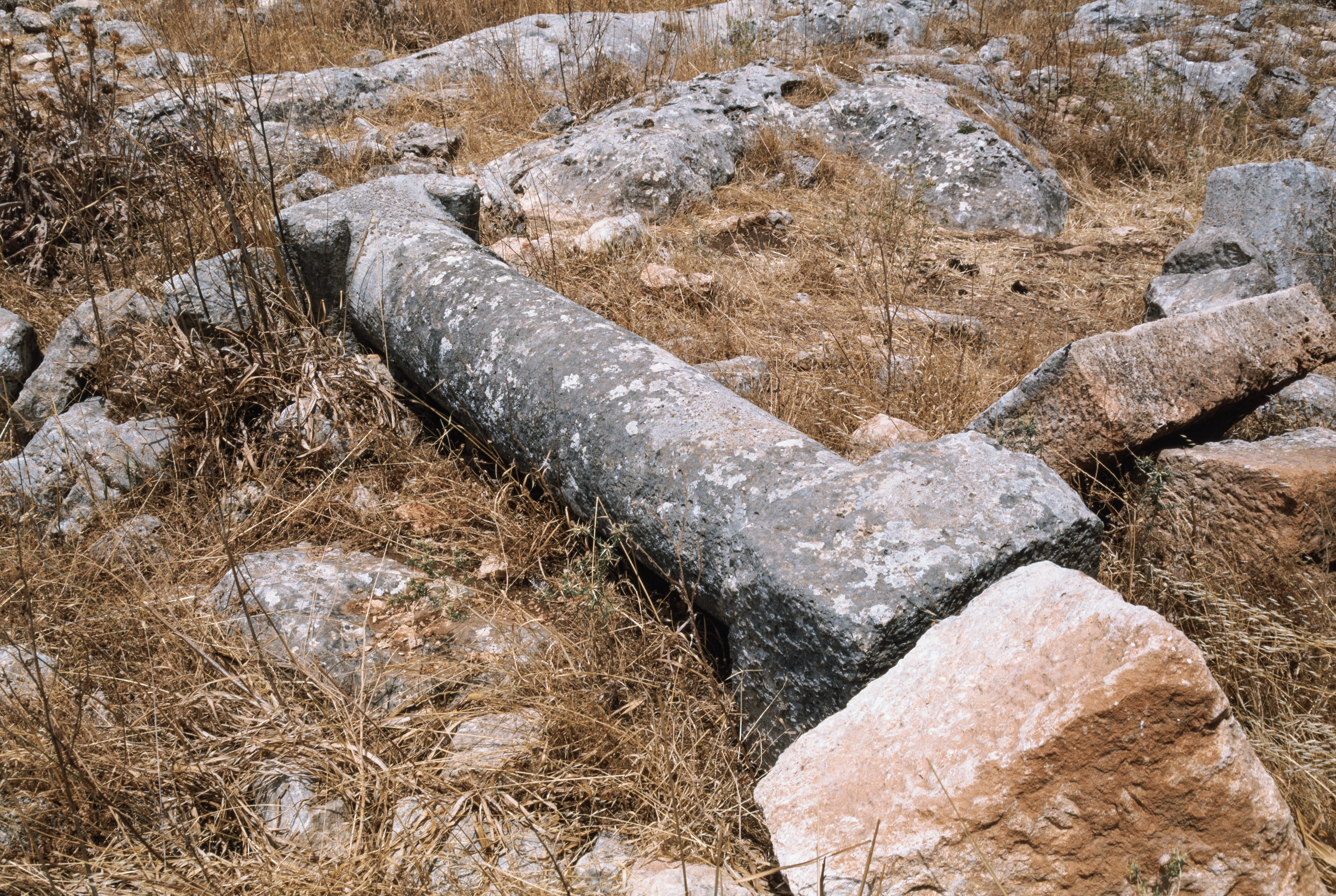
الأعمدة المتهدمة بالمبنى
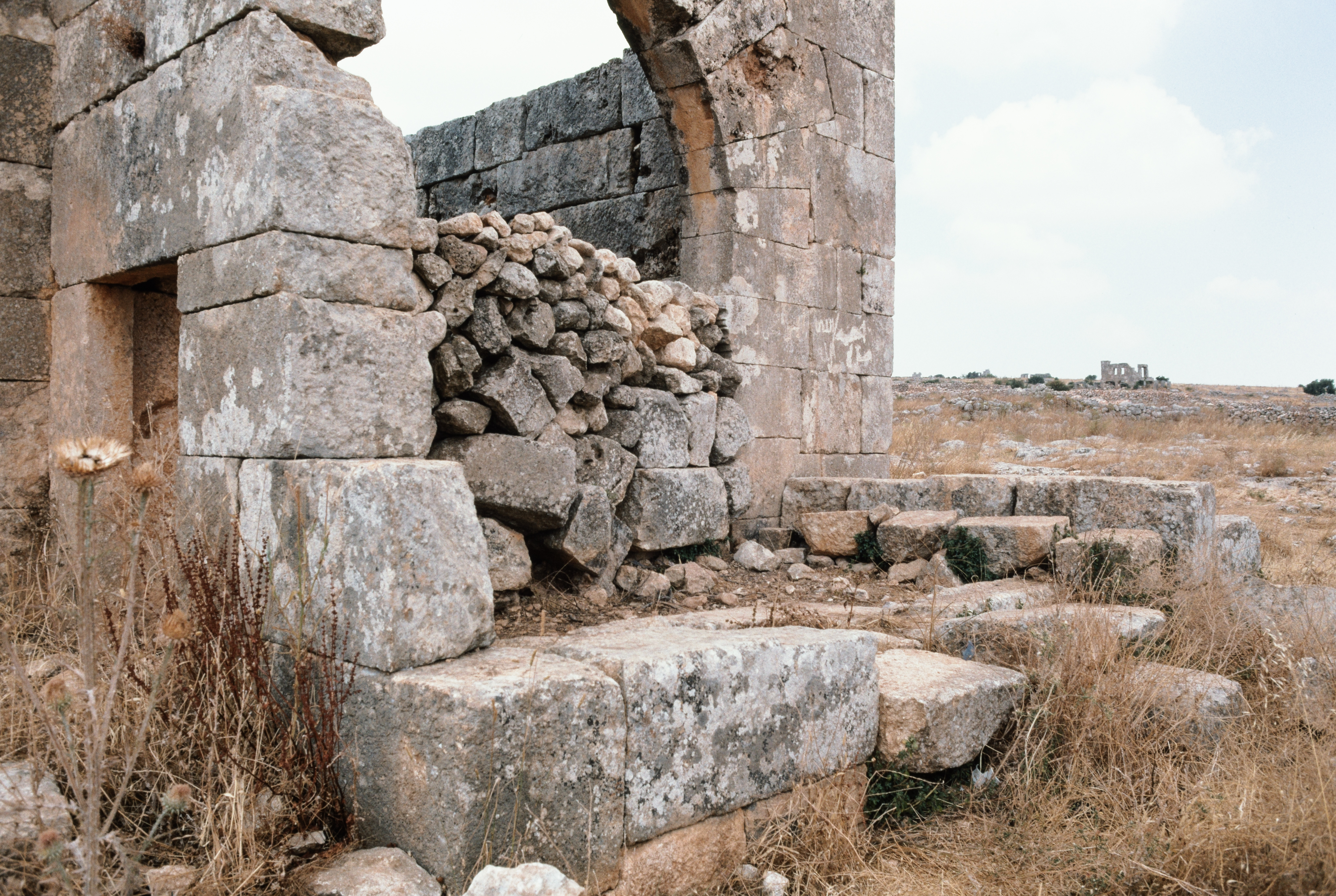
تفاصيل الحنية

## وصلات خارجية
- منطقة جبل سمعان الإدارية: دراسة إقليمية، أطروحة دكتوراه لعائشة اليوسف، جامعة دمشق.
- المدن المنسية، المدن - جريدة إلكترونية مستقلة
- تقرير عن المواقع الأثرية في سوريا: المدن المنسية، قناة الجزيرة